# Differenz-Thermoanalyse

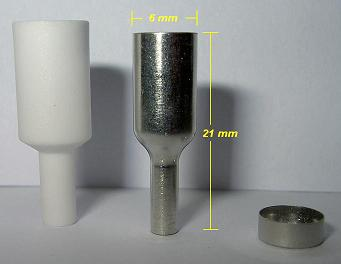
DTA- und DSC-Tiegel zur Analyse

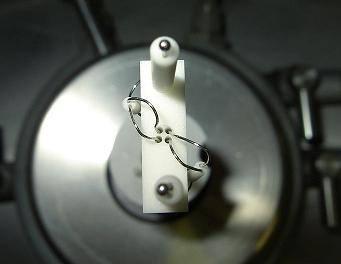
DTA-Probenträger aus Aluminiumoxid

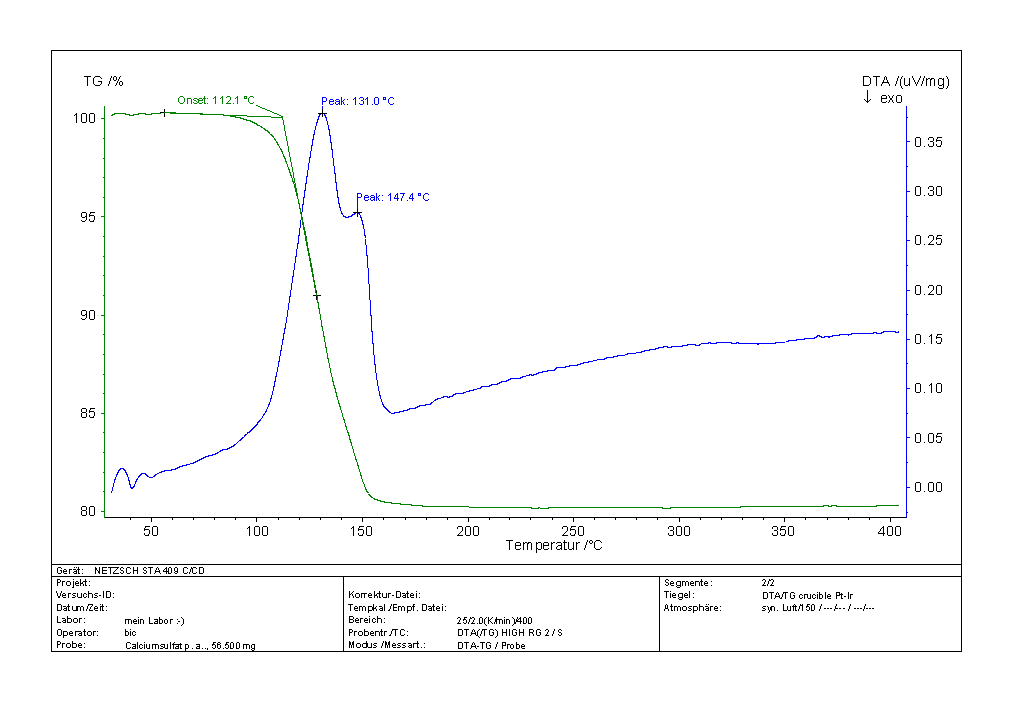
Abspaltung von Kristallwasser bei CaSO_{4} in der DTA

Die Differenz-Thermoanalyse (DTA) ist ein thermisches Verfahren zur Materialanalyse. Sie gehört zur Gruppe der Methoden der thermischen Analyse. Die DTA nutzt die Tatsache eines charakteristischen Energieumsatzes beim Phasenübergang zur qualitativen und quantitativen Analyse. Die Messung basiert auf einem Vergleich der Temperaturen der Probe und einer ausgewählten Referenzsubstanz in einer symmetrischen Messkammer. Dabei weist die Referenzsubstanz im zu untersuchenden Temperaturbereich keine Phasenübergänge auf. Bei konstanter Energiezufuhr (Wärme) durch den Ofen wird über Temperaturfühler die Temperatur unter beiden Tiegeln (Probe und Referenz) gemessen und die Differenz aufgezeichnet. Eine solche Temperaturdifferenz erscheint nur bei Phasenübergängen, und aus dem Kurvenverlauf lassen sich somit Rückschlüsse auf die Zusammensetzung der Probe ziehen.
Häufige Anwendungsgebiete der DTA sind die Untersuchung mineralischer Stoffe, wie zum Beispiel die Entwässerung von Tonen und die Klinkerphasenbildung in Zementrohmehlen, die Erfassung der Reaktionsenthalpie bei der Verbrennung von organischen Stoffen sowie die Charakterisierung von Kunststoffen.
Zur Untersuchung der Polymorphie, die in der Pharmazie zur Charakterisierung einiger Arzneistoffe eine besondere Bedeutung besitzt, ist die Differential-Thermoanalyse eine häufig eingesetzte Methode. Die DTA erlaubt dieses komplexe Phänomen zu erkennen und zu interpretieren, insbesondere wenn die Analysenprobe eine Mischung mehrerer Kristallmodifikationen ist.
1975 analysierte Bruno Sternad an der Universität Linz Skiwachse für Skirennfahrer mittels DTA auf die Schmelzpunkte und Anteile ihrer Mischungskomponenten.
Eine aus der DTA weiterentwickelte Methode ist die Dynamische Differenzkalorimetrie (englisch Differential Scanning Calorimetry, DSC). Während bei der DTA die Temperaturdifferenz zwischen den beiden Tiegeln (Probe und Referenz) als Funktion der zugeführten Energie bzw. der Temperatur der Referenzsubstanz direkt aufgezeichnet wird, wird bei der DSC daraus die Wärmestromdifferenz erfasst. Damit können charakteristische Temperaturen und kalorische Kenngrößen ermittelt werden.